# Wdówka białobrzucha
Wdówka białobrzucha, wdówka dominikanka (Vidua macroura) – gatunek średniej wielkości ptaka z rodziny wdówek (Viduidae). Występuje w Afryce Subsaharyjskiej, poza najsuchszymi rejonami. Introdukowana na Portoryko, prawdopodobnie także w południowej Kalifornii. Nie wyróżnia się podgatunków. Nie jest zagrożona. Jest osiadła. Często spotykana w handlu międzynarodowym.

## Morfologia
WyglądWystępuje bardzo wyraźny dymorfizm płciowy. Młode mają szary dziób, poza tym wyglądają jak samica. Samiec w szacie godowej ma bardzo długi, czarny ogon. Pod spodem ma on biały początek. Wydłużone są tylko dwie środkowe sterówki. Reszta sterówek jest tak długa, jak te pióra u samicy. Dość wysoki, czerwony dziób. Wierzch głowy czarny, dolna granica przebiega tuż pod okiem i się z nim styka. Potem ta plama ciągnie się aż do białego, cienkiego paseczka na karku. Na grzbiecie pomiędzy nasadą skrzydeł kolejna czarna plama. Poza tym biały grzbiet. Od tej plamy do piersi przy brzegu skrzydła ciągnie się czarny pas. Same skrzydła mają czarne barkówki, biały początek. Lotki II-rzędowe mają białe, dość szerokie brzegi i czarne wypełnienie. Pierwszorzędowe mają jedynie cieniutki, biały brzeg. Samce w szacie spoczynkowej są ubarwione niemal identycznie jak samice. U tej drugiej płci nie ma podziału na szaty. Ma krótki ogon, płowy z delikatnym, rudo-białym końcem. Kuper czarno-beżowo łuskowany, tak jak i skrzydła. Te pióra przypominają nieco pióra samicy krzyżówki. Po bokach piersi trochę intensywniej beżowy, mniejsze „łuski”. Pierś oraz gardło jasnobeżowe, tył brzucha niemal biały. Z profilu widać, że przez głowę biegną trzy czarne pasy: pierwszy na górze głowy, drugi od oka do karku (nie ma czarnego kantarka), trzeci jest cienki i biegnie od dolnej szczęki do końca tego drugiego. Górna szczęka czarna z czerwonym dołem, dolna czerwona. Nogi mają szarą barwę.
Wymiary
- długość ciała: 11–32 cm
- masa ciała: 12–18 g

## Ekologia i zachowanie

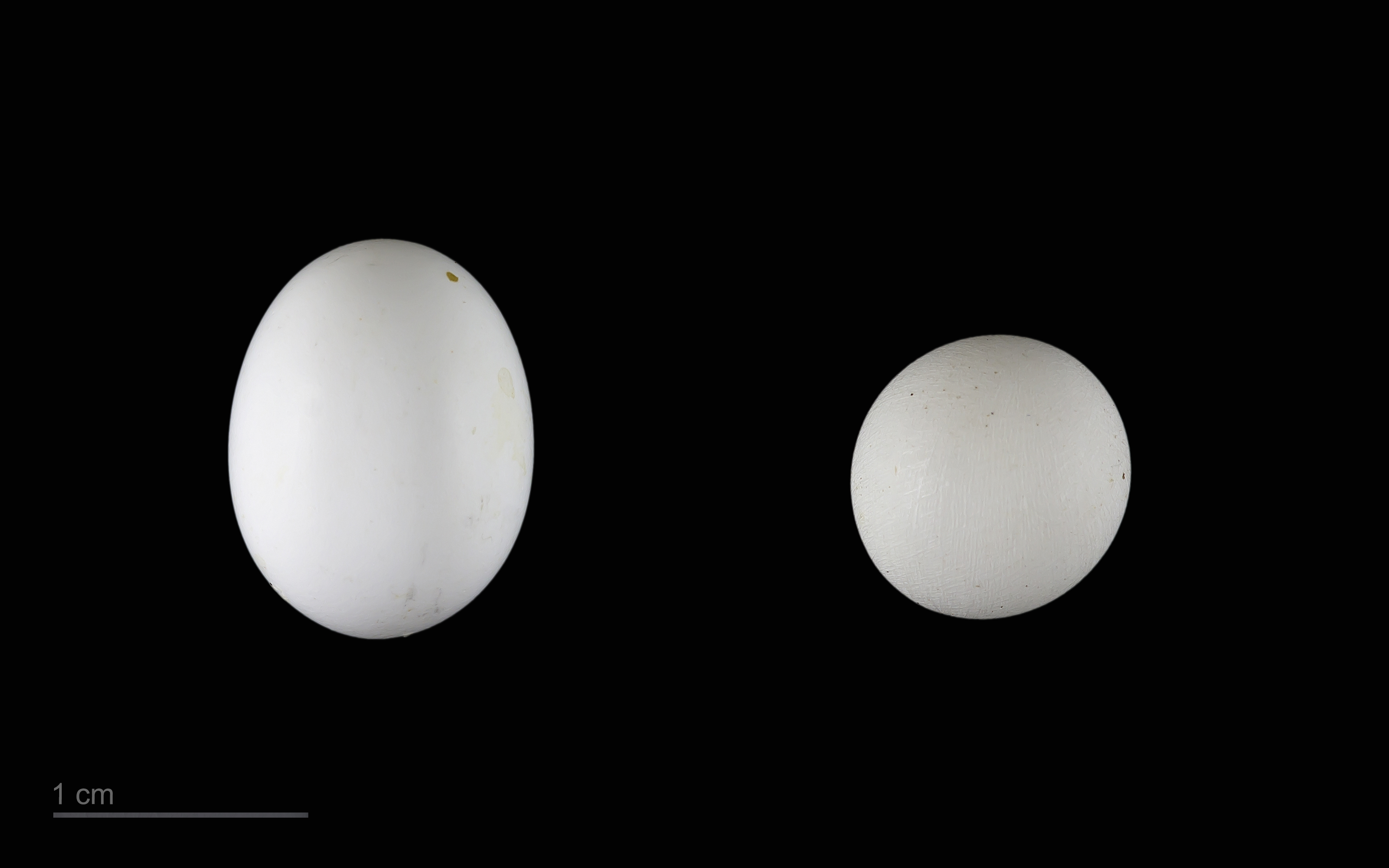
Vidua macroura + Lonchura cucullata

BiotopZarośla w otwartych miejscach, a także tereny rolnicze.
PożywienieGłównie ziarnka i jaja swych gospodarzy, ale nie stroni też od bezkręgowców.
LęgiJest pasożytem lęgowym. Samiec tokuje, podfruwając, opadając i tak wkoło, aby zaimponować samicy pięknymi sterówkami. Pasożytuje na wielu gatunkach, ale zazwyczaj są to gatunki z rodziny astryldowatych (Estrildidae), a zwłaszcza astryld falisty (Estrilda astrild). Rocznie może złożyć 25 jaj, w jednym lęgu jest to 2–4. Pisklęta wychowują się razem z młodymi gospodarzy. Starają się zachowywać tak jak one, aby gospodarze nie odkryli „podrzutka”.

## Status
IUCN uznaje wdówkę białobrzuchą za gatunek najmniejszej troski (LC, Least Concern) nieprzerwanie od 1988 roku. Liczebność populacji nie została oszacowana, ale ptak ten opisywany jest jako rzadki. Trend liczebności populacji uznawany jest za stabilny.